# Gulfija Raifowna Chanafejewa
Gulfija Raifowna Chanafejewa (russisch Гульфия Раифовна Ханафеева, engl. Transkription Gulfiya Khanafeyeva; * 4. Juni 1982) ist eine russische Hammerwerferin.
2003 gewann sie Silber bei der Universiade in Daegu. Am 12. Juni 2006 stellte sie bei den Russischen Meisterschaften in Tula mit 77,26 Metern einen Weltrekord auf, der jedoch kurz darauf von Tatjana Lyssenko gebrochen wurde. Bei den Europameisterschaften in Göteborg gewann sie Silber.
Eine Woche vor Beginn der Olympischen Spiele 2008 in Peking, für die sie sich qualifiziert hatte, wurde sie wegen Verstoßes gegen die Anti-Doping-Richtlinien vorläufig von der IAAF gesperrt. Ihr und sechs weiteren russischen Athletinnen wurde aufgrund von DNA-Analysen vorgeworfen, bei Dopingtests in betrügerischer Absicht Urin anderer Personen abgeliefert zu haben. Sie wurde für zwei Jahre und neun Monate bis April 2011 gesperrt, und alle ihre Resultate ab dem 9. Mai 2007 wurden nachträglich annulliert, einschließlich ihres zehnten Platzes bei den Weltmeisterschaften 2007 in Ōsaka.
2012 schied sie bei den Olympischen Spielen in London in der Qualifikation aus. Im Jahr darauf wurde sie Zwölfte bei den Weltmeisterschaften 2013 in Moskau.
Auf Grundlage des McLaren-Reports wurde Chanafejewa 2019 wegen Dopings vom Internationalen Sportgerichtshof rückwirkend gesperrt. Die Sperre dauert beginnend mit dem 6. Januar 2017 acht Jahre. Außerdem wurden alle Ergebnisse zwischen dem 15. Juli 2012 und dem 6. August 2014 annulliert.